# Ivy League (mode)
Ne doit pas être confondu avec Ivy League ou Ivy League (sport).
Pour les articles homonymes, voir Ivy.

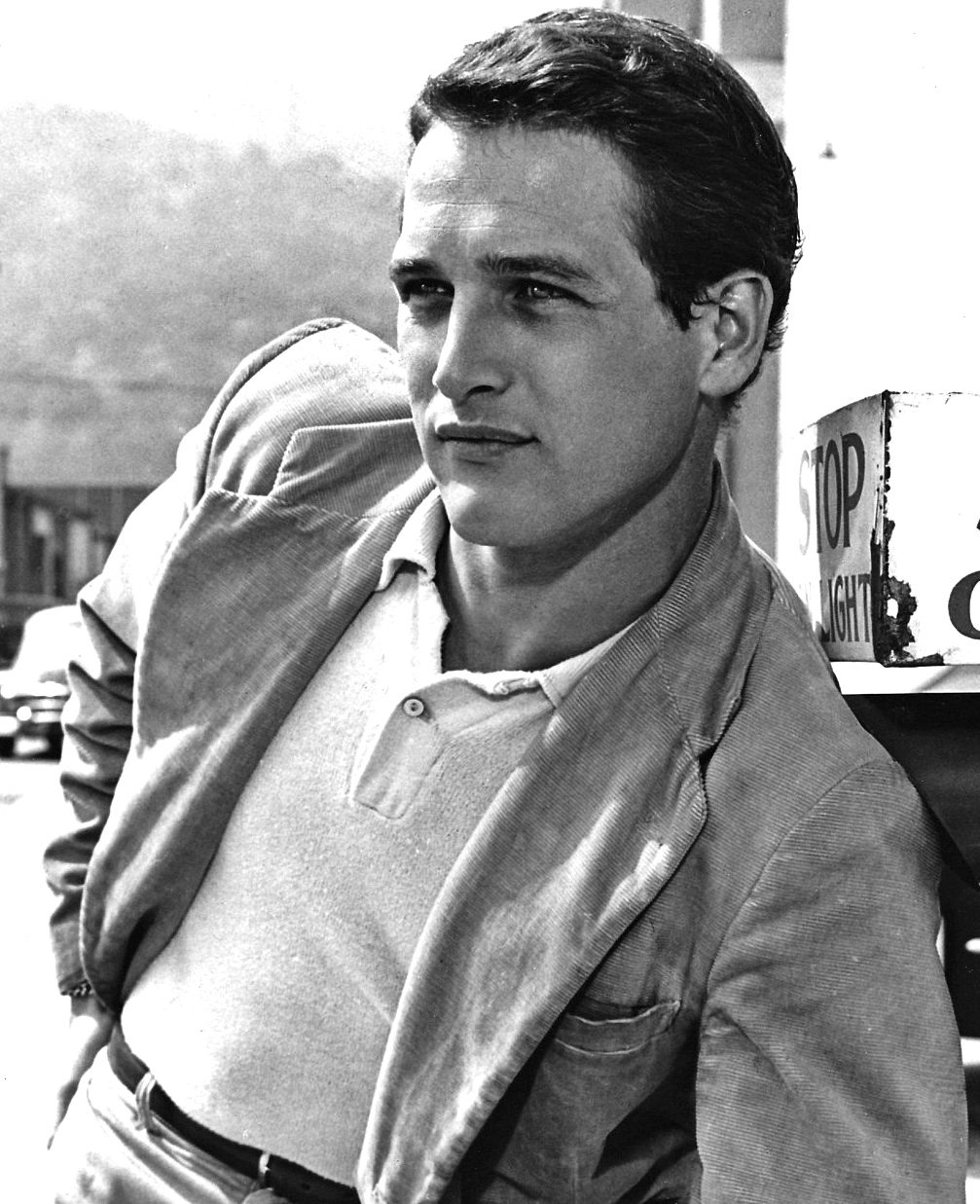
L'acteur Paul Newman avec un style Ivy League en 1954 : chino, polo et veste décontractée.

Le style Ivy League est une mode vestimentaire populaire à la fin des années 1950 dans les classes huppées du Nord-Est des États-Unis.

## Histoire
À partir des années 1920, les classes sociales supérieures au Royaume-Uni et aux États-Unis délaissent le port du traditionnel complet afin de pratiquer les sports en vogue dans leur milieu (tennis, golf, etc.). De nouveaux habits développés dans des tissus simples sont alors créés : le polo en jersey, les pantalons de golf en prince-de-galles ou encore les blousons en coton lourd et en cuir. Les convenances vestimentaires étaient moindre outre-Atlantique, les Américains utilisent davantage ces habits, la Seconde Guerre mondiale et l'essor du prêt-à-porter américain participant par ailleurs à les moderniser. Dans les années 1950, les étudiants des huit grandes universités de la côte Est, dites de la Ivy League — dont Harvard et Yale — se mettent à les porter massivement, délaissant le costume pour un vestiaire plus sport (veste de velours, chemises en oxford, mocassins, etc.). L'importance des programmes sportifs au sein de ces universités et le statut accordé aux athlètes-étudiants, tous issus de la leisure class, favorisent le port de ces vêtements sportswear. Sous une apparence nonchalante et détendue, ce style porte une attention particulière à nombre de détails, avec des codes vestimentaires précis. Le pull « Lettre Varsity (en) » ou « Letterman », marqué d'une lettre, parfois unique, représentant une distinction dans l'un des sports pratiqué à l'université et donnant un prestige à celui qui le porte, reste emblématique. Cette lettre est l'initiale de l'université, montrée comme un emblème que seuls les meilleurs peuvent porter. Le chino accède également au rang de symbole de l'Ivy League, parfois porté avec un blouson Harrington, une chemise à carreaux et des mocassins. La coupe de cheveux, courts dans la nuque, appelée parfois « Harvard Clip », simplement « Princeton » ou « Ivy League (en) » est elle aussi récurrente.

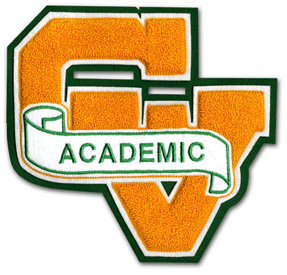
Exemple de lettrage Varsity.

Des personnalités comme le président John Fitzgerald Kennedy et l'acteur Steve McQueen, qui prisent ce genre de vêtement, jouent dans leur popularisation auprès de la classe aisée américaine.
Ce style a donné naissance au contemporain casual chic, ou style preppy, ainsi qu'au style « BCBG ».

### Sources
- Marnie Fogg (dir.) et al. (trad. de l'anglais par Denis-Armand Canal et al., préf. Valerie Steele), Tout sur la mode : Panorama des chefs-d’œuvre et des techniques, Paris, Flammarion, coll. « Histoire de l'art », octobre 2013 (1re éd. 2013 Thames & Hudson), 576 p. (ISBN 978-2-08-130907-4), « Le style Ivy League », p. 312-313
- Valerie Mendes et Amy de la Haye (trad. de l'anglais par Laurence Delage, et al.), La mode depuis 1900 [« 20th Century Fashion »], Paris, Thames & Hudson, coll. « L'univers de l'art », 2011, 2e éd. (1re éd. 2000), 312 p. (ISBN 978-2-87811-368-6), « 1957-1967 », p. 174 à 175